# Enerhodar

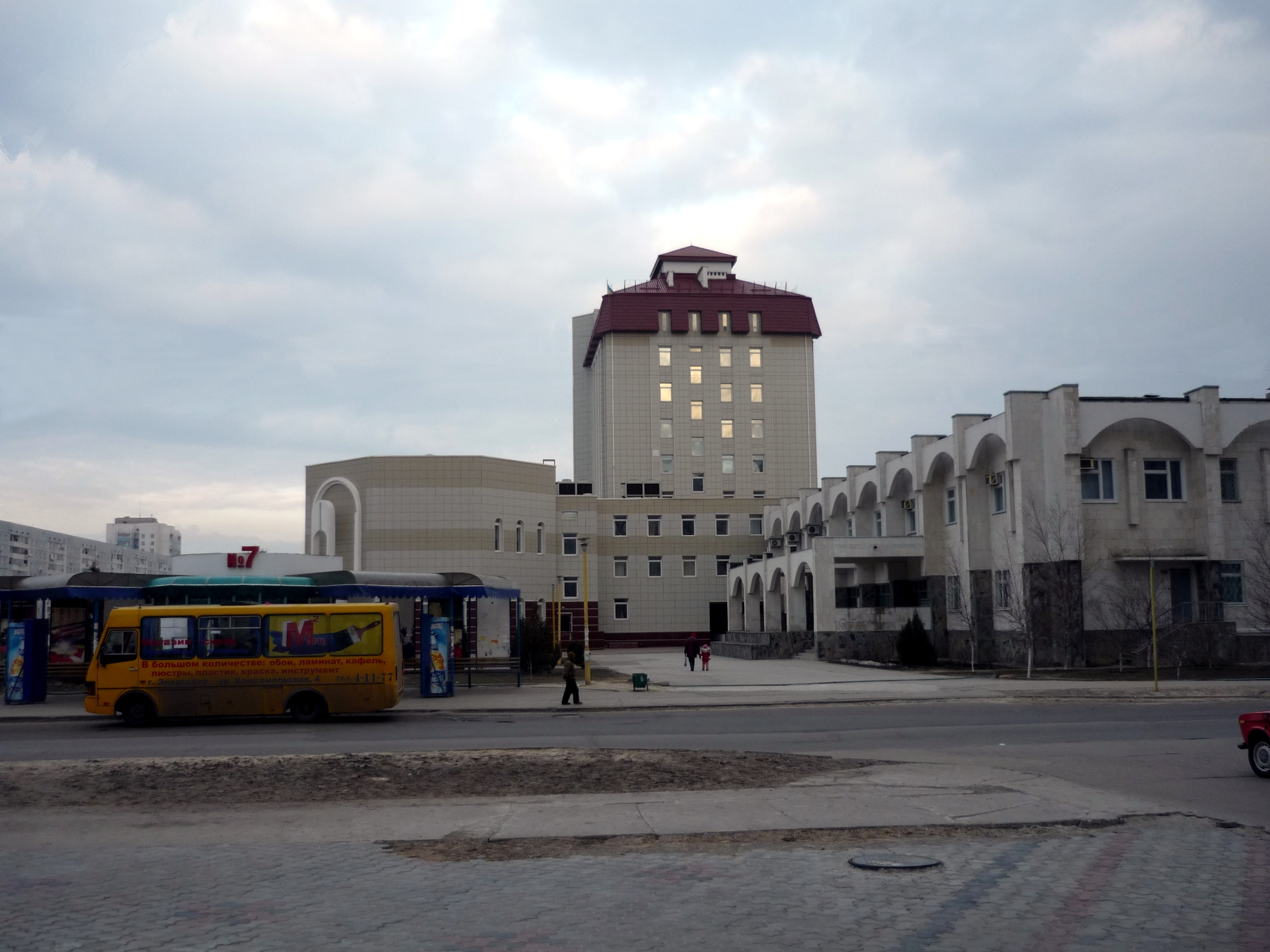
Stadhuis van Enerhodar

Enerhodar (Oekraïens: Енергодар) is een stad in het zuidoosten van Oekraïne met 52.887 inwoners (2021). De stad ligt in de oblast Zaporizja op de linkeroever van het Kachovkaer-stuwmeer, aan de benedenloop van de Dnjepr in het bekken van de Zwarte Zee. De hoofdstad van de oblast, Zaporizja, ligt 70 km stroomopwaarts.

## Geschiedenis
De plaats ontstond met de bouw van een fossiele energiecentrale in 1970, het is daarmee een van de jongste steden van Oekraïne. In augustus 1985 kreeg het de stadsstatus.
De kerncentrale Zaporizja is de grootste kerncentrale van Europa, die 5700 megawatt kan leveren en grootste werkgever van de stad is.
Op 6 mei 2004 kwam deze centrale in het nieuws, toen brand uitbrak in een op 40 km afstand gelegen wapendepot van het Oekraïense leger waar ook oude voorraden van het Sovjetleger waren opgeslagen. Deze brand woedde meerdere dagen ongecontroleerd, waarbij munitie en afweerraketten in alle richtingen vlogen.
Gedurende de Russische invasie van Oekraïne in 2022 beweerden de Russische autoriteiten op 28 februari de stad en de kerncentrale van Zaporizja te hebben ingenomen. De burgemeester van Enerhodar, Dmytro Orlov, ontkende dit. Burgers bouwden een grote barricade bestaande uit zandzakken en voertuigen op de weg naar de elektriciteitscentrale in een poging om de Russische opmars te belemmeren. De Oekraïense autoriteiten bevestigden op 7 maart dat Enerhodar bezet werd door Russische troepen.

## Aantal inwoners
| Jaar | Inwoners |
| ---- | -------- |
| 1979 | 14.043   |
| 1989 | 47.100   |
| 2001 | 56.242   |
| 2005 | 54.689   |
| 2011 | 54.484   |
| 2016 | 54.330   |

Bij de volkstelling van 2001 gaf 38% van de bevolking aan het Oekraïens als moedertaal te hebben, 62% meldde Russischtalig te zijn.
| Oekraïens | Russisch | Wit-Russisch | overig |
| --------- | -------- | ------------ | ------ |
| 57,1 %    | 39,8 %   | 0,8 %        | 2,3 %  |

## Transport
De stad heeft een rivierhaven, een busstation en een treinstation. Vanuit de stad verloopt ook de autoweg P-37 naar Berdjansk aan de kust van de Zwarte Zee.

## Afbeeldingen

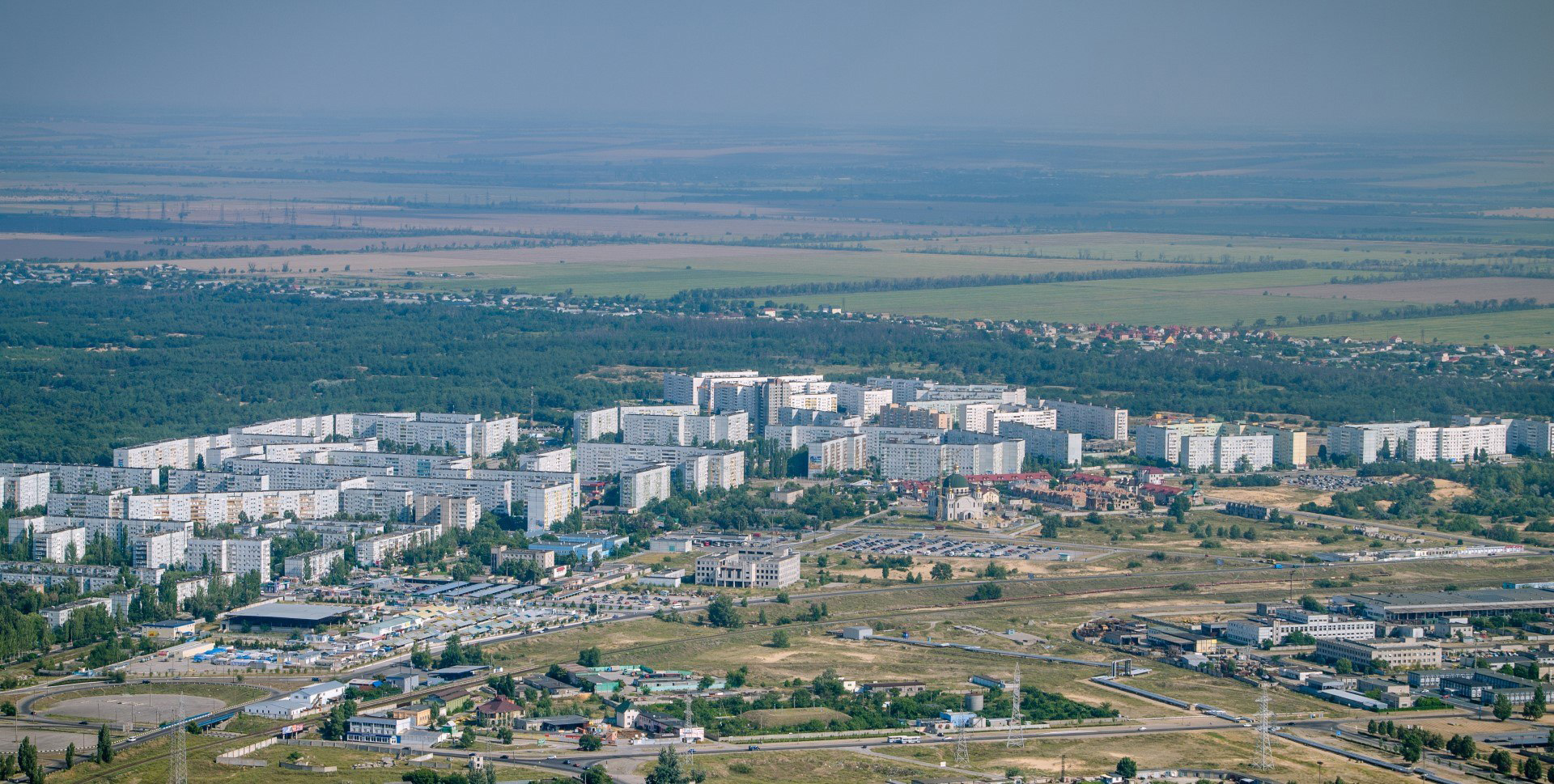
Enerhodar vanaf de schoorsteen van de fossiele centrale
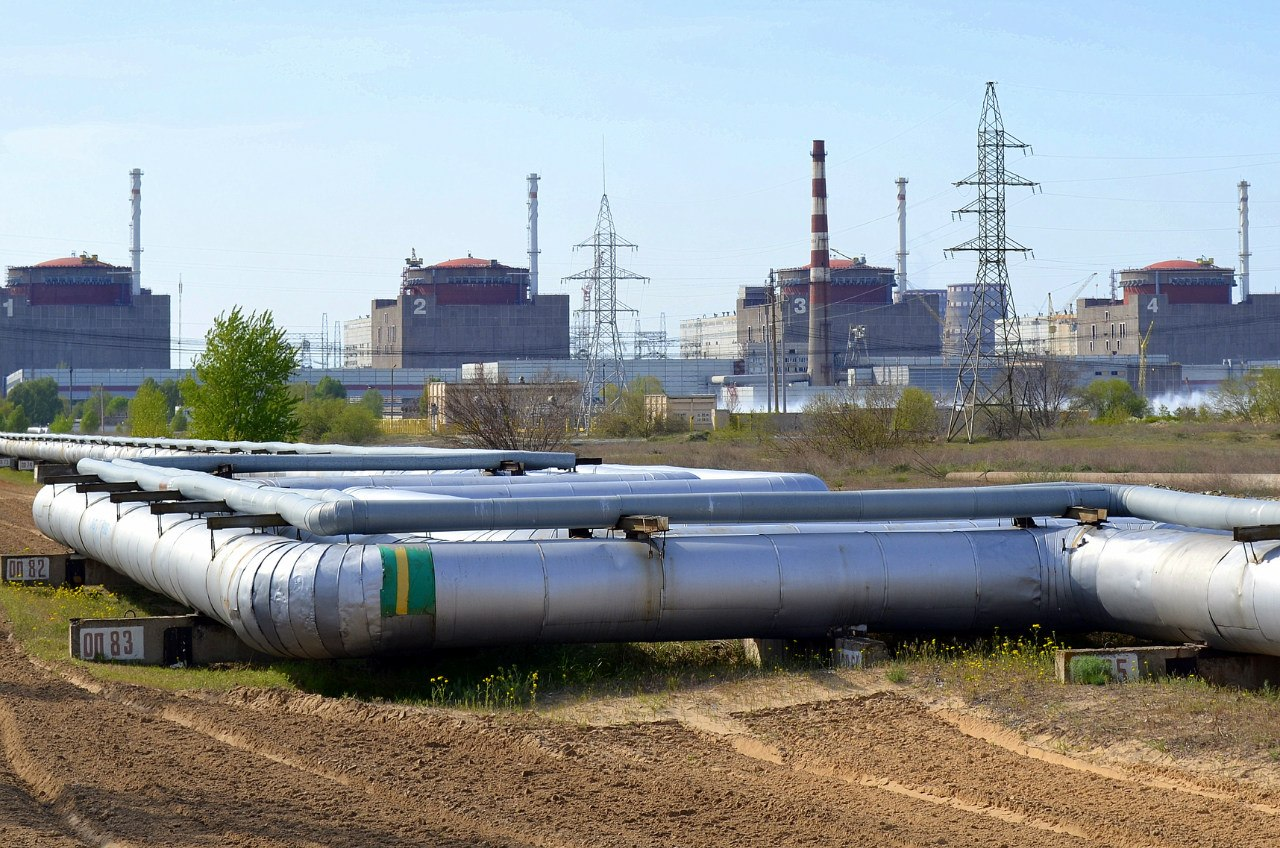
Kerncentrale Zaporizja bij Enerhodar
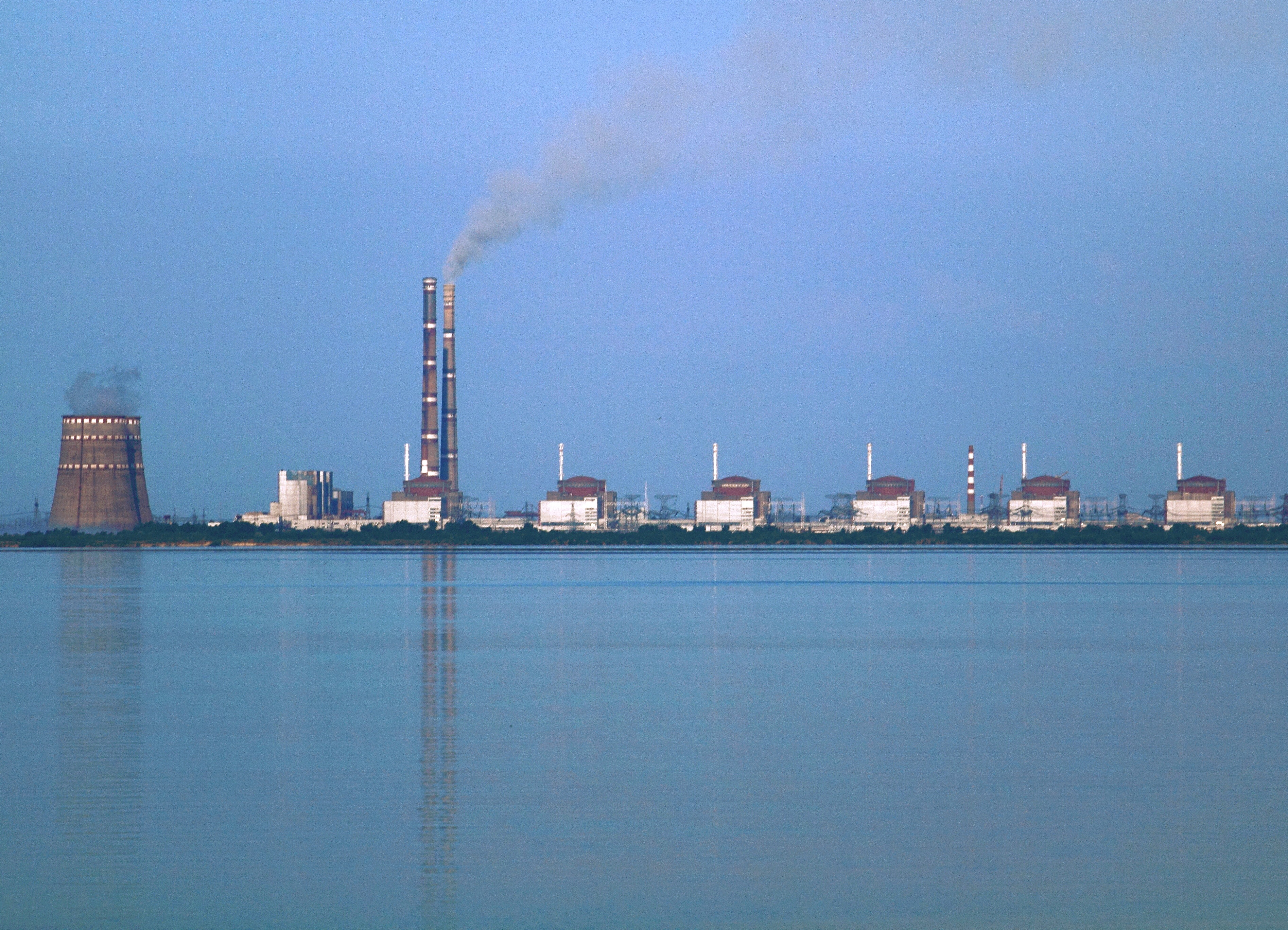
Kerncentrale
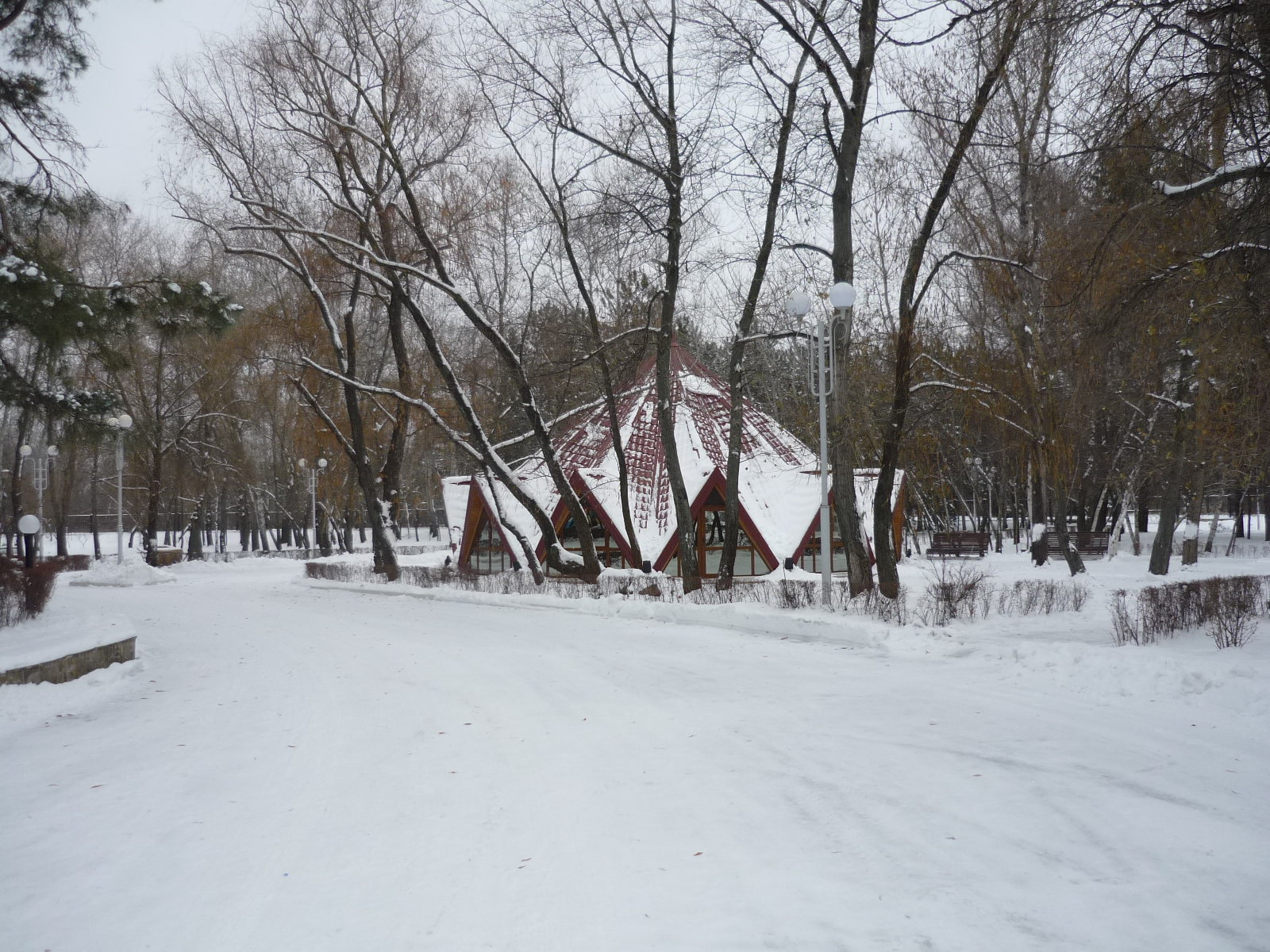
Victory Park in de winter